# 정채진
정채진(鄭埰鎭, 1932년 4월 27일 ~ 2008년 7월 26일, 대구)은 공무원이자, 시민사회 운동가이다. 검정고시 출신 관료로 일반 공무원 공채에 합격, 공무원 재직 중 다시 보통고시에 합격하였다. 박정희 정권에서 대구직할시장, 경상북도지사, 부산직할시장을 역임하였다.

## 학력
- 대입검정고시 합격(1954년)
- 경북대학교 사회학 학사(1959년)
- 서울대학교 행정대학원 석사(1967년)

## 경력
- 경상북도 지방공무원 공개채용시험에 합격
- 1958 : 경상북도 내무국 지방과
- 1959 : 보통고시
- 1961 : 내무부 지방국 행정과 행정·기획계장
- 1968 : 내무부 기획예산관
- 1970 ~ 1971 : 내무부 세정과장
- 1971.08 ~ 1973 : 내무부 행정과장
- 1973.01 : 내무부 지방항공담당관
- 1974 ~ 1976 : 충북도·전남도 부지사
- 1976.10 ~ 1979.01 : 경상북도 대구시장
- 1979 : 내무부 지방행정연수원장
- 1980.04 : 내무부 민방위본부장
- 1980.08 : 내무부 지방차관보
- 1981.07 ~ 1982.05 : 대구직할시장
- 1982.05 ~ 1985.02 : 경상북도지사
- 1985.02 ~ 1986.08 : 부산직할시장
- 1986.08 ~ 1988.05 : 산림청장
- 1988.05 : 한국지방자치학회 부회장
- 1989.01 : 국책연구소 국책자문위원
- 1989 : 새마을운동중앙연수원장
- 1991 ~ 1994 : 새마을운동중앙협의회 사무총장
- 1995 : 지방행정연구원 비상임 연구지도위원
- 2001.03 : 박정희대통령기념사업회 상근위원

## 기타
최초의 고졸 검정고시 출신 장관, 도지사이기도 하다.

## 참고
| 전임 김무연 | 제15대 경상북도 대구시장 1976년 10월 22일 ~ 1979년 1월 14일 | 후임 박창규 |

| 전임 장병구 | 제18대 대구직할시장 1981년 7월 1일 ~ 1982년 5월 2일 | 후임 이상희 |

| 전임 김성배 | 제17대 경상북도지사 1982년 5월 3일 ~ 1985년 2월 20일 | 후임 이상희 |

| 전임 최종호 | 제22대 부산직할시장 1985년 2월 22일 ~ 1986년 8월 28일 | 후임 김주호 |

| 전임 김찬회 | 제10대 산림청장 1986년 8월 29일 ~ 1988년 5월 19일 | 후임 노건일 |